# Nuoto ai Giochi della XXXIII Olimpiade - 100 metri dorso femminili
La gara di nuoto dei 100 metri dorso femminili dei Giochi della XXXIII Olimpiade di Parigi è stata disputata tra il 29 e il 30 luglio 2024 presso l'Olympic Aquatics Centre alla Paris La Défense Arena.

## Record
Prima della competizione il record del mondo e il record olimpico erano i seguenti:
| Record mondiale | 57"13 | Regan Smith Stati Uniti  | 18 giugno 2024 Indianapolis, Stati Uniti d'America |
| Record olimpico | 57"47 | Kaylee McKeown Australia | 27 luglio 2021 Tokyo, Giappone                     |

## Programma
| Data           | Ora (UTC+1) | Turno      |
| -------------- | ----------- | ---------- |
| 29 luglio 2024 | 10:00       | Batterie   |
| 29 luglio 2024 | 19:37       | Semifinali |
| 30 luglio 2024 | 17:30       | Finale     |

## Risultati

### Batterie
| Pos. | Batteria | Corsia | Atleta                | Nazionalità                 | Tempo   | Note             |
| ---- | -------- | ------ | --------------------- | --------------------------- | ------- | ---------------- |
| 1    | 3        | 4      | Katharine Berkoff     | Stati Uniti                 | 57"99   | Q                |
| 2    | 5        | 4      | Regan Smith           | Stati Uniti                 | 58"45   | Q                |
| 3    | 4        | 4      | Kaylee Mckeown        | Australia                   | 58"48   | Q                |
| 4    | 5        | 5      | Kylie Masse           | Canada                      | 59"06   | Q                |
| 5    | 3        | 5      | Emma Terebo           | Francia                     | 59"10   | Q                |
| 6    | 5        | 6      | Béryl Gastaldello     | Francia                     | 59"31   | Q                |
| 7    | 4        | 5      | Iona Anderson         | Australia                   | 59"37   | Q                |
| 8    | 4        | 2      | Carmen Weiler         | Spagna                      | 59"57   | Q,               |
| 9    | 4        | 7      | Roos Vanotterdijk     | Belgio                      | 59"68   | Q                |
| 10   | 3        | 7      | Kira Toussaint        | Paesi Bassi                 | 59"84   | Q                |
| 11   | 4        | 3      | Wan Letian            | Cina                        | 59"87   | Q                |
| 12   | 5        | 3      | Ingrid Wilm           | Canada                      | 1'00"06 | Q                |
| 13   | 5        | 2      | Maaike de Waard       | Paesi Bassi                 | 1'00"12 | Q                |
| 14   | 4        | 6      | Wang Xue'er           | Cina                        | 1'00"15 | Q                |
| 15   | 4        | 1      | Louise Hansson        | Svezia                      | 1'00"26 | Q                |
| 16   | 3        | 3      | Danielle Hill         | Irlanda                     | 1'00"40 | Q                |
| 17   | 5        | 7      | Adela Piskorska       | Polonia                     | 1'00"47 |                  |
| 18   | 3        | 2      | Kathleen Dawson       | Gran Bretagna               | 1'00"69 |                  |
| 19   | 3        | 6      | Medi Harris           | Gran Bretagna               | 1'00"85 |                  |
| 20   | 5        | 1      | Anastasija Škurdaj    | Atleti Individuali Neutrali | 1'00"94 |                  |
| 21   | 3        | 1      | Celia Pulido          | Messico                     | 1'01"10 |                  |
| 22   | 5        | 8      | Nika Sharafutdinova   | Ucraina                     | 1'01"47 |                  |
| 23   | 4        | 8      | Emma Harvey           | Bermuda                     | 1'01"78 | Record nazionale |
| 24   | 3        | 8      | Gabriela Georgieva    | Bulgaria                    | 1'02"16 |                  |
| 25   | 2        | 5      | Aviv Barzelay         | Israele                     | 1'02"30 |                  |
| 26   | 2        | 4      | Xeniya Ignatova       | Kazakistan                  | 1'02"51 |                  |
| 27   | 2        | 6      | Zuri Ferguson         | Trinidad e Tobago           | 1'02"75 |                  |
| 28   | 2        | 2      | Lucero Mejía          | Guatemala                   | 1'03"42 |                  |
| 29   | 2        | 3      | Sum Yuet Cindy Cheung | Hong Kong                   | 1'03"45 |                  |
| 30   | 1        | 4      | Ganga Senavirathne    | Sri Lanka                   | 1'04"26 |                  |
| 31   | 2        | 8      | Amani Alobaidli       | Brunei                      | 1'04"27 |                  |
| 32   | 2        | 1      | Celina Márquez        | El Salvador                 | 1'04"55 |                  |
| 33   | 2        | 7      | Elizabeth Jiménez     | Rep. Dominicana             | 1'04"99 |                  |
| 34   | 1        | 3      | Denise Donelli        | Mozambico                   | 1'08"73 |                  |
| 35   | 1        | 5      | Aynura Primova        | Turkmenistan                | 1'10"17 |                  |
| 36   | 1        | 6      | Maleek Almukhtar      | Libia                       | 1'10"99 |                  |

### Semifinali
| Pos. | Batteria | Corsia | Atleta            | Nazionalità | Tempo   | Note |
| ---- | -------- | ------ | ----------------- | ----------- | ------- | ---- |
| 1    | 1        | 4      | Regan Smith       | Stati Uniti | 57"97   | Q    |
| 2    | 2        | 5      | Kaylee Mckeown    | Australia   | 57"99   | Q    |
| 3    | 2        | 4      | Katharine Berkoff | Stati Uniti | 58"27   | Q    |
| 4    | 2        | 6      | Iona Anderson     | Australia   | 58"63   | Q    |
| 5    | 1        | 5      | Kylie Masse       | Canada      | 58"82   | Q    |
| 6    | 1        | 7      | Ingrid Wilm       | Canada      | 59"10   | Q    |
| 7    | 1        | 3      | Béryl Gastaldello | Francia     | 59"29   | Q    |
| 8    | 2        | 3      | Emma Terebo       | Francia     | 59"50   | Q    |
| 9    | 1        | 6      | Carmen Weiler     | Spagna      | 59"72   |      |
| 10   | 2        | 2      | Roos Vanotterdijk | Belgio      | 59"86   |      |
| 11   | 1        | 1      | Wang Xue'er       | Cina        | 59"89   |      |
| 12   | 2        | 7      | Wan Letian        | Cina        | 1'00"06 |      |
| 13   | 2        | 1      | Maaike de Waard   | Paesi Bassi | 1'00"22 |      |
| 14   | 1        | 2      | Kira Toussaint    | Paesi Bassi | 1'00"37 |      |
| 15   | 2        | 8      | Louise Hansson    | Svezia      | 1'00"47 |      |
| 16   | 1        | 8      | Danielle Hill     | Irlanda     | 1'00"80 |      |

### Finale
| Pos.    | Corsia | Atleta            | Nazionalità | Tempo | Note |
| ------- | ------ | ----------------- | ----------- | ----- | ---- |
| Oro     | 5      | Kaylee McKeown    | Australia   | 57"33 | =    |
| Argento | 4      | Regan Smith       | Stati Uniti | 57"66 |      |
| Bronzo  | 3      | Katharine Berkoff | Stati Uniti | 57"98 |      |
| 4       | 2      | Kylie Masse       | Canada      | 58"29 |      |
| 5       | 6      | Iona Anderson     | Australia   | 58"98 |      |
| 6       | 7      | Ingrid Wilm       | Canada      | 59"25 |      |
| 7       | 8      | Emma Terebo       | Francia     | 59"40 |      |
| 8       | 1      | Béryl Gastaldello | Francia     | 59"80 |      |